# Butlla d'Adrià IV (1158)
El Butlla d'Adrià IV fou una butlla emesa pel Sant Pare Adrià IV el 24 de juny del 1158.

## Context
En virtut del Testament d'Alfons I d'Aragó (1131), i que la butlla del Sant Pare Innocenci II del 10 de juny del 1136 referendava, els Ordes militars exigien l'acompliment de la voluntat del difunt rei Alfons I d'Aragó. Una de les prioritats de Ramon Berenguer IV de Barcelona fou la resoldre aquest drets.

## Antecedents

### Acord amb l'Orde de l'Hospital i l'Orde del Temple
Després de diverses negociacions el 16 de setembre del 1140 s'arribà a un acord amb el gran mestre de l'Orde de l'Hospital Raymond du Puy, representant de l'Orde de l'Hospital de Sant Joan i de l'Orde del Sant Sepulcre de Jerusalem; mitjançant aquest acord les Ordes cedien a la persona del comte Ramon Berenguer IV de Barcelona i al seu successor (damus et concedimus tibi, supradicto comiti Raimundo barchinonensi, tueque cuncte progeniei), la tercera part dels regne que els corresponia en virtut del testament d'Alfons I, rei d'Aragó i Pamplona, a canvi que aquest els concedís drets a construir esglésies i comandes en diversos poblacions dels seus territoris; s'hi incloïa una clàusula per la qual si Ramon Berenguer IV de Barcelona moria sense descendents, els dits territoris retornarien als Ordes militars.

### Acord amb l'Orde del Temple
És de suposar que finalment un tractat similar es negociés amb Orde del Temple de Salomó, però no s'ha trobat el document d'acord entre el templers i el comte de Barcelona. El mes de novembre del 1143 el comte Ramon Berenguer concedí privilegis a l'Orde del Temple, orde al qual havia pertanyut el seu pare, el comte Ramon Berenguer III.

## Butlla
Tots els acords, cessions i compensacions foren confirmades el 24 de juny del 1158 per una butlla del Sant Pare Adrià IV. Per a l'historiador Antonio Ubieto, els acords de cessió dels Ordes militars i les compensacions obtingudes a canvi s'emmarquen en un període de necessitats econòmiques d'aquestes, i amb el suport del Papat, varen veure l'ocasió d'obtenir el seu establiment a Aragó i Catalunya invocant el testament d'Alfons I d'Aragó, tres anys després de la mort d'aquest, i quan Ramon Berenguer havia afermat el seu poder sobre el regne d'Aragó. També assenyala que cap negociació es va obrir per reclamar els drets que els corresponien sobre Navarra, perquè Alfons I havia estat rei d'Aragó i de Pamplona.